# Верхний Термант
Верхний Термант — озеро на территории Лендерского сельского поселения Муезерского района Республики Карелия.

## Общие сведения
Площадь озера — 1,2 км², площадь бассейна — 5,5 км². Располагается на высоте 190,1 метров над уровнем моря.
Форма озера лопастная, продолговатая, вытянуто с северо-запада на юго-восток. Берега озера каменисто-песчаные, местами заболоченные.
Из северо-западной оконечности озера вытекает безымянный ручей, втекающий в озеро Нижний Термант, из которого берёт начало река Термант, впадающая в реку Сула.
Населённые пункты возле озера отсутствуют. Ближайший — посёлок Кимоваара — расположен в четырёх километрах к северу от озера.
С запада от озера проходит дорога местного значения 86К-174 («Реболы — Лендеры — госграница»).
Код водного объекта в государственном водном реестре — 01050000111102000010175.